# Chuck Comeau
Pour les articles homonymes, voir Comeau.
Charles-André Comeau dit Chuck (né le 17 septembre 1979 à Montréal) est le batteur du groupe Simple Plan. Il a lui aussi fait partie de Reset tout comme Pierre. Chuck écrit chacune des chansons du groupe avec l'aide de Pierre. Il a également une compagnie de vêtements avec Pierre et Patrick Langlois, nommée Role Model. Il est également allé au Collège Beaubois pour son secondaire (avec Pierre Bouvier, son meilleur ami d'enfance).

## Biographie
Il a fréquenté pendant quelque temps[Quand ?] la diva de lutte et modèle Ashley Massaro.
La chanson Your Love is A Lie de leur 3e album est inspirée d'une tranche de vie de celui-ci[Laquelle ?].
Il s'est marié à Jacquelin Napal en mai 2014. Ils ont eu un petit garçon, London Alexander Comeau, qui est né le même jour que la fête du Canada, soit le 1er juillet 2015. 
Chuck parle aussi bien le français que l’anglais.